# Apogonia senohi
Apogonia senohi är en skalbaggsart som beskrevs av Kobayashi 2008. Apogonia senohi ingår i släktet Apogonia och familjen Melolonthidae. Inga underarter finns listade i Catalogue of Life.